# جامونال
جامونال (بالإنجليزية: Gamonal)‏ هي بلدية ومدينة في منطقة الحكم الذاتي كاستيا-لا مانتشا وتقع في مقاطعة طليطلة في وسط إسبانيا. تبلغ مساحة هذه المدينة 32 (كم²)، ويبلغ عدد سكانها 976 نسمة حسب إحصاء المعهد الوطني الإسباني سنة 2010 م.

## أعلام
- باتريشيا كيلي
- جيمي كيلي